# Lista över Svenska kyrkans församlingar
Detta är en lista över Svenska kyrkans församlingar i alfabetisk ordning den 1 januari 2017, med manuell uppdatering för läget 1 januari 2018. Det fanns då 1 349 församlingar.
Noteras bör att listan bara omfattar Svenska kyrkans församlingar.
Den 1 januari 2016 ersattes församlingarna i folkbokföringssammanhang av distrikt.

## A
- Adelsö-Munsö församling
- Adelövs församling
- Adolf Fredriks församling
- Adolfsbergs församling
- Agunnaryds församling
- Akebäcks församling
- Alfta-Ovanåkers församling
- Algutsboda församling
- Algutstorps församling
- Alingsås församling
- Allerums församling
- Almby församling
- Almesåkra församling
- Almundsryds församling
- Almunge församling
- Alnö församling
- Alseda församling
- Alsens församling
- Alsike församling
- Alster-Nyedsbygdens församling
- Alunda församling
- Alva, Hemse och Rone församling
- Alvesta församling
- Amnehärads församling
- Anderslövs församling
- Anderstorps församling
- Aneby församling
- Angelstads församling
- Angereds församling
- Annerstads församling
- Anundsjö församling
- Araslövs församling
- Arbogabygdens församling
- Arbrå-Undersviks församling
- Arby-Hagby församling
- Ardala församling
- Arjeplogs församling
- Arnäs församling
- Arvidsjaurs församling
- Arvika Västra församling
- Arvika Östra församling
- Asarums församling
- Aska församling
- Askers församling
- Askersund-Hammars församling (2018-01-01 bildas genom sammanslagning av Hammar församling och Askersund församling)
- Askeryds församling
- Askims församling
- Asklanda församling
- Aspeboda församling
- Aspås församling
- Aspö församling
- Avesta församling
- Axbergs församling

## B
- Backa församling
- Balingsta församling
- Bankeryds församling
- Barkeryd-Forserums församling
- Barkåkra församling
- Barlingbo församling
- Barnarp-Ödestugu församling (2018-01-01 bildas genom sammanslagning av Ödestugu församling och Barnarps församling)
- Bergs församling, Härnösands stift
- Bergs församling, Skara stift
- Berga församling
- Bergsjö församling
- Bergsjöns församling
- Bettna församling
- Billeberga-Sireköpinge församling
- Bjurholms församling
- Bjursås församling
- Bjuråker-Norrbo församling
- Bjuvs församling
- Bjärke församling
- Bjärreds församling
- Bjärtrå församling
- Björke församling
- Björkekärrs församling
- Björketorps församling
- Björklinge församling
- Björkviks församling
- Björkö församling
- Björna församling
- Björnekulla-Västra Broby församling
- Blentarps församling
- Blidö församling
- Blomskogs församling
- Blädinge församling
- Boda församling, Karlstads stift
- Boda församling, Västerås stift
- Bodums församling
- Boglösa församling
- Bokenäsets församling
- Bollebygds församling
- Bollnäs församling
- Bolmsö församling
- Bolstads församling
- Bomhus församling
- Boo församling
- Borensbergs församling
- Borgholms församling
- Borgsjö-Haverö församling
- Borgvattnets församling
- Borås Caroli församling
- Borås Gustav Adolfs församling
- Bosebo församling
- Boteå församling
- Botkyrka församling
- Bottna församling
- Boxholms församling
- Brandstorps församling
- Brastads församling
- Bredaryds församling
- Breviks församling
- Bringetofta församling
- Bro församling, Göteborgs stift
- Bro församling, Karlstads stift
- Bro församling, Uppsala stift
- Broby-Emmislövs församling
- Bromma församling
- Brunflo församling
- Brunnby församling
- Brunskogs församling
- Brålanda församling
- Bräcke-Nyhems församling
- Bräkne-Hoby församling
- Brämhults församling
- Brännkyrka församling
- Brösarp-Tranås församling
- Bunge, Rute och Fleringe församling
- Bureå församling
- Burlövs församling
- Burseryds församling
- Burträsks församling
- By församling
- Byarum-Bondstorps församling
- Bygdeå församling
- Byske-Fällfors församling
- Båstad-Östra Karups församling
- Bäckaskogs församling
- Bäckebo församling
- Bäcke-Ödskölts församling
- Bäckseda församling
- Bälingebygdens församling
- Bäve församling

## D
- Daga församling
- Dals församling, Härnösands stift
- Dals församling, Linköpings stift
- Dala-Borgunda-Högstena församling
- Dalabergs församling
- Dalarö-Ornö-Utö församling
- Dalby församling, Lunds stift
- Dalby församling, Uppsala stift
- Dalhems församling, Linköpings stift
- Dalhems församling, Visby stift
- Dalköpinge församling
- Dals-Eds församling
- Dalstorps församling
- Danderyds församling
- Danmark-Funbo församling
- Dannemorabygdens församling
- Degeberga-Everöds församling
- Degerfors-Nysunds församling
- Delsbo församling
- Dingtuna-Lillhärads församling
- Djura församling
- Djurö, Möja och Nämdö församling
- Domkyrkoförsamlingen i Göteborg
- Dorotea-Risbäcks församling
- Dunker-Lilla Malma församling
- Dädesjö församling
- Döderhults församling
- Dörarps församling
- Dörby församling

## E
- Eds församling, Härnösands stift
- Eds församling, Stockholms stift
- Eda församling
- Ed-Borgviks församling
- Edefors församling
- Edsbergs församling
- Edsbro-Ununge församling
- Ekeberga församling
- Ekeby församling, Lunds stift
- Ekeby församling, Strängnäs stift
- Ekeby församling, Uppsala stift
- Ekerö församling
- Ekshärads församling
- Eksjö församling
- Eksta församling
- Emmaboda församling
- Endre församling
- Engelbrekts församling
- Enhörna församling
- Enköpings församling
- Enskede-Årsta församling
- Enslövs församling
- Envikens församling
- Enåkers församling
- Enånger-Njutångers församling
- Eskelhem-Tofta församling
- Eskilstuna församling
- Eslövs församling
- Essunga församling
- Estuna och Söderby-Karls församling

## F
- Fagereds församling
- Fagerhults församling
- Falkenbergs församling
- Falköpings församling
- Falu Kristine församling
- Fardhems församling
- Farhult-Jonstorps församling
- Faringe församling
- Farsta församling
- Farstorps församling
- Fasterna församling
- Fellingsbro församling
- Femsjö församling
- Filborna församling
- Filipstads församling
- Finnerödja-Tiveds församling
- Finska församlingen
- Finspångs församling
- Fjälkinge-Nymö församling
- Fjällbacka församling
- Fjällsjö församling
- Fjärdhundra församling
- Fjärås-Förlanda församling
- Flemingsbergs församling
- Flen, Helgesta-Hyltinge församling
- Fleninge församling
- Fliseryds församling
- Flo församling
- Floby församling
- Floda församling
- Folkärna församling
- Follingbo församling
- Fornåsa församling
- Fors församling
- Forsa församling
- Forsa-Högs församling
- Forshaga-Munkfors församling
- Forshedabygdens församling
- Fors-Rommele församling
- Fosie församling
- Foss församling
- Fredsberg-Bäcks församling
- Fresta församling
- Fridhems församling
- Fridlevstads församling
- Frillesås församling
- Frinnaryds församling
- Fristads församling
- Fritsla-Skephults församling
- Frostvikens församling
- Frustuna församling
- Frykeruds församling
- Fryksände församling
- Främmestad-Bärebergs församling
- Frändefors församling
- Frödinge församling
- Fröjels församling
- Fröjereds församling
- Frösve församling
- Frösåkers församling
- Frösö, Sunne och Norderö församling
- Frötuna församling
- Furulund församling
- Fuxerna-Åsbräcka församling
- Fågelfors församling
- Fågelås församling
- Fårö församling
- Fägre församling
- Färgaryds församling
- Färgelanda församling
- Färila-Kårböle församling
- Färingsö församling
- Fässbergs församling
- Föllingebygdens församling
- Föra-Alböke-Löts församling
- Förlösa-Kläckeberga församling
- Förslöv-Grevie församling

## G
- Gagnefs församling
- Gamla Uppsala församling
- Gamleby församling
- Garde församling
- Gemla församling
- Genarps församling
- Gerums församling
- Gestads församling
- Getinge-Rävinge församling
- Gideonsbergs församling
- Gideå-Trehörningsjö församling
- Gillberga församling
- Gislaveds församling
- Gladhammar-Västrums församling
- Glanshammars församling
- Glava församling
- Glimåkra församling
- Glömminge-Algutsrum församling
- Gnarps församling
- Gnosjö församling
- Godegårds församling
- Gothems församling
- Gottfridsbergs församling
- Gottröra församling
- Gottsunda församling
- Graninge församling
- Grava församling
- Grums församling
- Grundsunda församling
- Grycksbo församling
- Grythyttans församling
- Grytnäs församling
- Gränge-Säfsnäs församling
- Gränna församling
- Gräsmarks församling
- Grödinge församling
- Gudhems församling
- Gudmundrå församling
- Gullabo församling
- Gunnarps församling
- Gunnarsbyns församling
- Gunnarskogs församling
- Gustav Adolfs församling
- Gustav Adolf-Rinkaby församling
- Gustav Vasa församling
- Gustavsberg-Ingarö församling
- Gårdsby församling
- Gåxsjö församling
- Gällareds församling
- Gällaryds församling
- Gällinge församling
- Gällivare församling
- Gärdhems församling
- Gärdslösa, Långlöt och Runstens församling
- Gärsnäs församling
- Gävle Heliga Trefaldighets församling
- Gävle Maria församling
- Gävle Staffans församling
- Götalundens församling
- Göteborgs Annedals församling
- Göteborgs Carl Johans församling
- Göteborgs Haga församling
- Göteborgs Johannebergs församling
- Göteborgs Masthuggs församling
- Göteborgs Oscar Fredriks församling
- Göteborgs S:t Pauli församling
- Göteborgs Vasa församling
- Götene församling
- Göteryds församling
- Götlunda församling

## H
- Habo församling
- Hackås församling
- Hagby församling
- Hagfors-Gustav Adolfs församling
- Hakarps församling
- Hallaryds församling
- Hallingeberg-Blackstads församling
- Hallsbergs församling
- Hallstahammar-Kolbäcks församling
- Halltorp-Voxtorps församling
- Halmstads församling
- Hammarby församling
- Hammarlövs församling
- Hammarö församling
- Hammerdals församling
- Hamrånge församling
- Hanebo-Segersta församling
- Haparanda församling
- Harbo församling
- Hardemo församling
- Harestads församling
- Harmånger-Jättendals församling
- Harplinge församling
- Hasslöv-Våxtorps församling
- Haurida-Vireda församling
- Havdhems församling
- Hedebygdens församling
- Hedemora, Husby och Garpenbergs församling (2018-01-01 bildas genom sammanslagning av Hedemora-Garpenberg församling och Husby församling)
- Hedesunda församling
- Hedvig Eleonora församling
- Hejde församling
- Hejdeby församling
- Helga Trefaldighets församling
- Helgeands församling
- Helgums församling
- Heliga Korsets församling
- Helsingborgs Gustav Adolfs församling
- Helsingborgs Maria församling
- Hemmesjö-Furuby församling
- Hemsjö församling
- Hemsö församling
- Herrestads församling
- Herrljunga församling
- Herrljunga landsbygdsförsamling
- Hille församling
- Himledalens församling
- Hinneryds församling
- Hishults församling
- Hjo församling
- Hjorteds församling
- Hjälmseryds församling
- Hjärnarp-Tåstarps församling
- Hjärsås församling
- Hjärtums församling
- Hoburgs församling
- Hofors församling
- Hofterups församling
- Hols församling
- Holms församling, Härnösands stift
- Holms församling, Karlstads stift
- Holmedal-Karlanda församling
- Holmsunds församling
- Horns församling
- Hornborga församling
- Horreds församling
- Hortlax församling
- Hossmo församling
- Hovs församling
- Hova-Älgarås församling
- Hovförsamlingen
- Hovmantorps församling
- Huddinge församling
- Huddunge församling
- Hudene församling
- Hudiksvallsbygdens församling
- Hult-Edshults församling (2018-01-01 bildas genom sammanslagning av Hults församling och Edshults församling)
- Hulterstad-Stenåsa församling
- Hultsfreds församling
- Hultsjö församling
- Hunnebostrands församling
- Husaby församling
- Husby, Skederid och Rö församling
- Husby-Långhundra församling
- Husby-Rekarne församling
- Husby-Ärlinghundra församling
- Husie församling
- Huskvarna församling
- Hycklinge församling
- Hyllie församling
- Hyssna församling
- Hållnäs-Österlövsta församling
- Hålta församling
- Hägerstens församling
- Häggdångers församling
- Häggeby församling
- Häggenås-Lit-Kyrkås församling
- Häljarps församling
- Hällaryds församling
- Hällby församling med Tumbo och Råby-Rekarne
- Hälleberga församling
- Hällefors-Hjulsjö församling
- Hällesjö-Håsjö församling
- Hällstads församling
- Härlanda församling
- Härnösands domkyrkoförsamling
- Härryda församling
- Hässelby församling
- Hässjö församling
- Hässleby-Kråkshults församling
- Hässleholms församling
- Häverö-Edebo-Singö församling (2018-01-01 byter namn till Häverö-Edebo församling
- Högalids församling
- Höganäs församling
- Högsbo församling
- Högsby församling
- Högsjö församling
- Högsäters församling
- Hökensås församling
- Höllvikens församling
- Hölö-Mörkö församling
- Hörby församling
- Höreda församling
- Hörnefors församling
- Hössna församling
- Höörs församling

## I
- Idala församling
- Idefjordens församling
- Idre-Särna församling
- Indals församling
- Ingatorp-Bellö församling
- Ingelstads församling
- Istorps församling
- Ivetofta-Gualövs församling

## J
- Jokkmokks församling
- Jonsbergs församling
- Jukkasjärvi församling
- Junsele församling
- Jämjö församling
- Jämshögs församling
- Järbo församling
- Järbo-Råggärds församling
- Järeda församling
- Järfälla församling
- Järna med Nås och Äppelbo församling
- Järnskog-Skillingmarks församling
- Järpås församling
- Järvsö församling
- Jönköpings församling (2018-01-01 bildas genom sammanslagning av Jönköpings Sofia-Järstorps församling och Jönköpings Kristina-Ljungarums församling)
- Jörlanda församling
- Jörn-Bolidens församling

## K
- Kafjärdens församling
- Kalix församling (2018-01-01 bildas genom sammanslagning av Töre församling och Nederkalix församling)
- Kalls församling
- Kalmar domkyrkoförsamling
- Kalmar S:t Johannes församling
- Kalmar-Yttergrans församling
- Kalvsviks församling
- Kareby församling
- Karesuando församling
- Karlsborgs församling
- Karlshamns församling
- Karlskoga församling
- Karlskrona amiralitetsförsamling
- Karlskrona stadsförsamling
- Karlslunda-Mortorps församling
- Karlstads domkyrkoförsamling
- Katarina församling
- Katrineholmsbygdens församling
- Kila församling, Karlstads stift
- Kila församling, Västerås stift
- Kiladalens församling
- Kindaholms församling
- Kinna församling
- Kinnarumma församling
- Kinnekulle församling
- Kinneveds församling
- Kisa församling
- Kiviks församling
- Klinte församling
- Klippans församling
- Klockrike församling
- Klövedals församling
- Knislinge-Gryts församling
- Knista församling
- Knivsta församling
- Knutby-Bladåkers församling
- Knäreds församling
- Kolmårdens församling
- Korsberga församling
- Korsberga-Fridene församling
- Kortedala församling
- Kristianopels församling
- Kristianstads Heliga Trefaldighets församling
- Kristinehamns församling
- Kristvalla församling
- Krogsereds församling
- Kropps församling
- Kråksmåla församling
- Kullavik församling
- Kulltorps församling
- Kumla församling, Strängnäs stift
- Kumla församling, Västerås stift
- Kungsbacka-Hanhals församling
- Kungsåra församling
- Kungsängen-Västra Ryds församling
- Kungsörs församling
- Kungälv-Ytterby församling
- Kvidinge församling
- Kviinge församling
- Kville församling
- Kvismare församling
- Kvistofta församling
- Kyrkhults församling
- Kågedalens församling
- Kågeröd-Röstånga församling
- Kållands-Råda församling
- Kållereds församling
- Källby församling
- Källeryds församling
- Källsjö församling
- Källstorps församling
- Kärna församling
- Kävlinge församling
- Kävsjö församling
- Köla församling
- Köpinge församling
- Köpingsbygdens församling
- Köpingsviks församling

## L
- Lackalänga-Stävie församling
- Lagga församling
- Lagunda församling
- Laholms församling
- Lammhults församling
- Landa församling
- Landeryds församling
- Landskrona församling
- Landvetters församling
- Lane-Ryrs församling
- Lannaskede församling
- Laxarby-Vårviks församling
- Lekeryds församling
- Leksands församling
- Lekvattnets församling
- Lekåsa-Barne Åsaka församling
- Lena församling, Skara stift
- Lena församling, Uppsala stift
- Lenhovda-Herråkra församling
- Lerbäcks församling
- Lerums församling
- Lessebo församling
- Levide församling
- Lextorps församling
- Lidens församling
- Lidhults församling
- Lidingö församling
- Lidköpings församling
- Lima-Transtrands församling
- Limhamns församling
- Lindberga församling
- Linde församling
- Linde bergslags församling
- Linderås församling
- Linderöds församling
- Lindome församling
- Linköpings Berga församling
- Linköpings domkyrkoförsamling
- Linköpings Johannelunds församling
- Linköpings Ryds församling
- Linköpings S:t Lars församling
- Linköpings Skäggetorps församling
- Linneryds församling
- Ljuders församling
- Ljungby församling, Allbo-Sunnerbo kontrakt
- Ljungby församling, Kalmar-Ölands kontrakt
- Ljungby Maria församling
- Ljungskile församling
- Ljunits församling
- Ljusdal-Ramsjö församling
- Ljusnarsbergs församling
- Ljusne församling
- Ljusterö-Kulla församling
- Ljustorps församling
- Lockne församling
- Locknevi församling
- Lofta församling
- Loftahammars församling
- Lohärads församling
- Lojsta församling
- Lomma församling
- Lommaryds församling
- Los-Hamra församling
- Loshults församling
- Lovö församling
- Ludvika församling
- Lugnås församling
- Luleå domkyrkoförsamling
- Lundby församling
- Lunds Allhelgonaförsamling
- Lunds domkyrkoförsamling
- Lunds östra stadsförsamling
- Lurs församling
- Lycke församling
- Lycksele församling
- Lyckå församling
- Lyrestads församling
- Lyse församling
- Lysekils församling
- Lysviks församling
- Långaryds församling
- Långasjö församling
- Långelanda församling
- Långemåla församling
- Långsele församling
- Långseruds församling
- Längbro församling
- Länghems församling
- Länna församling
- Lännäs församling
- Löberöds församling
- Löddebygdens församling
- Löderups församling
- Lödöse församling
- Lönneberga församling
- Lövestads församling
- Lövångers församling

## M
- Madesjö församling
- Malma församling
- Malmbergets församling
- Malmbäcks församling
- Malmö S:t Johannes församling
- Malmö S:t Petri församling
- Malungs församling
- Malå församling
- Mangskogs församling
- Maria Magdalena församling
- Marieby församling
- Mariefreds församling
- Marieholms församling
- Mariestads församling
- Markaryds församling
- Marstrands församling
- Mellby församling
- Mellösa församling
- Mikaels församling
- Mistelås församling
- Misterhults församling
- Mjällby församling
- Mjöbäck-Holsljunga församling
- Mjölby församling
- Mo församling
- Mo-Bergviks församling
- Mockfjärds församling
- Mofalla församling
- Moheda församling
- Mora församling
- Morlanda församling
- Morups församling
- Mosjö-Täby församling
- Motala församling
- Mullsjö-Sandhems församling
- Multrå-Sånga församling
- Munka Ljungby församling
- Myckleby församling
- Målilla med Gårdveda församling
- Månsarps församling
- Möklinta församling
- Mölltorps församling
- Mönsterås församling
- Mörbylånga-Kastlösa församling
- Mörlunda-Tveta församling
- Mörrum-Elleholms församling
- Mössebergs församling

## N
- Nacka församling
- Naverstad-Mo församling
- Nederluleå församling
- Njurunda församling
- Nora församling
- Nora bergslagsförsamling
- Nora-Skogs församling
- Norberg-Karbennings församling
- Nordingrå församling
- Nordmalings församling
- Nordölands församling
- Norra Hagunda församling
- Norra Hestra församling
- Norra Mo församling
- Norra Möckleby, Sandby och Gårdby församling
- Norra Nöbbelövs församling
- Norra Råda-Sunnemo församling
- Norra Sandsjö församling
- Norra Solberga-Flisby församling
- Norra Ydre församling
- Norra Åkarps församling
- Norra Åsums församling
- Norrahammars församling
- Norrala-Trönö församling
- Norrbo församling
- Norrby församling
- Norrbärke församling
- Norrfjärdens församling
- Norrköpings Borgs församling
- Norrköpings S:t Johannes församling
- Norrköpings S:t Olofs församling
- Norrstrands församling
- Norrsunda församling
- Norrtälje-Malsta församling
- Nor-Segerstads församling
- Norsjö församling
- Norums församling
- Nosaby församling
- Nottebäcks församling
- Ny församling
- Nybro-S:t Sigfrids församling
- Nydala-Fryele församling
- Nye, Näshult och Stenberga församling
- Ny-Huggenäs församling
- Nykil-Gammalkils församling
- Nyköpings församling
- Nylöse församling
- Nynäshamns församling
- Nårunga församling
- När-Lau församling
- Närtuna församling
- Näs församling
- Näsby församling, Västerås stift
- Näsby församling, Växjö stift
- Näsets församling
- Näshulta församling
- Näskotts församling
- Nässjö församling
- Näsums församling
- Nätra församling
- Nättraby-Hasslö församling
- Nävelsjö församling
- Nödinge församling

## O
- Ockelbo församling
- Odensjö församling
- Odensvi församling
- Offerdals församling
- Okome församling
- Onsala församling
- Oppmanna-Vånga församling
- Ore församling
- Orsa församling
- Osby-Visseltofta församling
- Oscars församling
- Oskars församling
- Oskarshamns församling
- Oskarströms församling
- Othem-Boge församling
- Ovansjö församling
- Oviken-Myssjö församling
- Oxelösunds församling

## P
- Pajala församling
- Partille församling
- Pelarne församling
- Perstorps församling
- Piteå församling
- Pjätteryds församling

## R
- Ragunda församling
- Ramdala församling
- Ramsele-Edsele församling
- Ramsta församling
- Ramundeboda församling
- Ransbergs församling
- Rasbo församling
- Rasbokils församling
- Raus församling
- Redvägs församling
- Rengsjö församling
- Resele församling
- Resmo-Vickleby församling
- Revsund, Sundsjö, Bodsjö församling
- Riala församling
- Rimbo församling
- Rimforsa församling
- Ringamåla församling
- Ringarums församling
- Ringsjö församling
- Riseberga-Färingtofta församling
- Rogberga-Öggestorps församling
- Roma församling
- Romelanda församling
- Ronneby församling
- Roslagsbro-Vätö församling
- Rudskoga församling
- Rumskulla församling
- Rya församling
- Rydaholms församling
- Ryssby församling, Allbo-Sunnerbo kontrakt
- Ryssby församling, Kalmar-Ölands kontrakt
- Rytterne församling
- Råda församling
- Rådmansö församling
- Råneå församling
- Rännelanda-Lerdals församling
- Ränneslöv-Ysby församling
- Räpplinge-Högsrums församling
- Rätan-Klövsjö församling
- Rättviks församling
- Rödeby församling
- Rödöns församling
- Röke församling
- Rönnängs församling
- Rönö församling
- Röra församling
- Rörums församling

## S
- S:t Johannes församling
- S:t Matteus församling
- S:t Mikaels församling
- S:t Olofs församling
- S:t Peters klosters församling
- S:t Staffans församling
- S:ta Birgitta församling
- Sala församling
- Salems församling
- Saltsjöbadens församling
- Sanda, Västergarn och Mästerby församling
- Sandhult-Bredareds församling (2018-01-01 bildas genom sammanslagning av Bredareds församling och Sandhults församling)
- Sandvikens församling
- Seglora församling
- Selångers församling
- Sexdrega församling
- Sibbarp-Dagsås församling
- Sidensjö församling
- Sigtuna församling
- Silbodals församling
- Siljansnäs församling
- Silleruds församling
- Simrishamns församling
- Själevads församling
- Sjöbo församling
- Sjösås församling
- Skaftö församling
- Skagershults församling
- Skallsjö församling
- Skanör-Falsterbo församling
- Skara domkyrkoförsamling
- Skarpnäcks församling
- Skatelövs församling
- Skeda församling
- Skee-Tjärnö församling
- Skellefteå landsförsamling
- Skellefteå S:t Olovs församling
- Skellefteå S:t Örjans församling
- Skepplanda-Hålanda församling
- Skepptuna församling
- Skerike församling
- Skillingaryds församling
- Skinnskatteberg med Hed och Gunnilbo församling
- Skivarps församling
- Skogs församling
- Skoklosters församling
- Skorpeds församling
- Skrea församling
- Skultorps församling
- Skummeslövs församling
- Skurups församling
- Skuttunge församling
- Skålleruds församling
- Skånes-Fagerhults församling
- Skäfthammar-Hökhuvuds församling
- Skänninge församling
- Skärholmens församling
- Skärstad-Ölmstads församling
- Sköllersta församling
- Sköns församling
- Skövde församling
- Slaka församling
- Släps församling
- Slätthögs församling
- Slättåkra-Kvibille församling
- Slöta-Karleby församling
- Smedstorps församling
- Snavlunda församling
- Snöstorps församling
- Sofia församling
- Solberga församling
- Sollefteå församling
- Sollentuna församling
- Solna församling
- Sorsele församling
- Sorunda församling
- Spannarps församling
- Sparrsätra-Breds församling
- Spekeröd-Ucklums församling
- Sproge församling
- Spånga-Kista församling
- Stafsinge församling
- Stala församling
- Stallarholmens församling
- Starrkärr-Kilanda församling
- Stavby församling
- Stavnäs-Högeruds församling
- Stenbrohults församling
- Steneby-Tisselskogs församling
- Steninge församling
- Stenkumla församling
- Stenkvista-Ärla församling
- Stenkyrka församling, Göteborgs stift
- Stenkyrka församling, Visby stift
- Stensele församling
- Stensjöns församling
- Stenstorps församling
- Stigsjö församling
- Stigtomta-Vrena församling
- Stockaryds församling
- Stockholms domkyrkoförsamling
- Stora Kils församling
- Stora Kopparbergs församling
- Stora Köpinge församling
- Stora Lundby församling
- Stora Tuna församling
- Storfors församling
- Strängnäs domkyrkoförsamling med Aspö
- Ström-Alanäs församling
- Strömstads församling
- Strövelstorps församling
- Stuguns församling
- Sturkö församling
- Styrnäs församling
- Styrsö församling
- Stånga-Burs församling
- Stöde församling
- Sundals-Ryrs församling
- Sundborns församling
- Sundbybergs församling
- Sundsvall församling
- Sund-Svinhults församling
- Sunne församling
- Sunnersbergs församling
- Sura-Ramnäs församling
- Susedalens församling
- Svalövs församling
- Svanskogs församling
- Svarteborg-Bärfendals församling
- Svedala församling
- Svegsbygdens församling
- Svenarums församling
- Svenljungabygdens församling
- Svenneby församling
- Sventorp-Forsby församling
- Svärdsjö församling
- Sydölands församling
- Säbrå församling
- Säby församling
- Säffle församling
- Särestads församling
- Säterbygdens församling
- Sätila församling
- Sättna församling
- Sävare församling
- Sävar-Holmöns församling
- Sävasts församling
- Sävedalens församling
- Sävsjö församling
- Söderala församling
- Söderbärke församling
- Söderhamn-Sandarne församling (2018-01-01 bildas genom sammanslagning av Söderhamns församling och Sandarne församling)'
- Söderköping S:t Anna församling
- Södertälje församling
- Söderåkra församling
- Södra Ljunga församling
- Södra Sandby församling
- Södra Sandsjö församling
- Södra Sotenäs församling
- Södra Vi-Djursdala församling
- Södra Vings församling
- Södra Värmlandsnäs församling
- Sölvesborgs församling
- Söndrum-Vapnö församling
- Söraby församling
- Sörbygdens församling
- Sösdala församling
- Sövestadsbygdens församling

## T
- Tannåkers församling
- Tanums församling
- Tavelsjö församling
- Teckomatorps församling
- Tegs församling
- Tegneby församling
- Tengene församling
- Tensta församling
- Tibro församling
- Tidaholms församling
- Tidersrums församling
- Tierp-Söderfors församling
- Tillberga församling
- Tillinge och Södra Åsunda församling
- Timmele församling
- Timrå församling
- Tingsås församling
- Tjällmo församling
- Toarps församling
- Tolfta församling
- Tomelillabygdens församling
- Torekovs församling
- Torestorps församling
- Torhamns församling
- Torns församling
- Torps församling, Göteborgs stift
- Torps församling, Härnösands stift
- Torpa församling
- Torrskogs församling
- Torsby församling
- Torshälla församling
- Torslanda-Björlanda församling
- Torslunda församling
- Torsåkers församling, Härnösands stift
- Torsåkers församling, Uppsala stift
- Torsångs församling
- Torsås församling
- Torups församling
- Tossene församling
- Tranemo församling
- Trankils församling
- Traryds församling
- Trelleborgs församling
- Trollhättans församling
- Trosa församling
- Trångsund-Skogås församling
- Träne-Djurröds församling
- Träslövs församling
- Trökörna församling
- Tuna-Attmar församling
- Tuna församling, Linköpings stift
- Tuna församling, Uppsala stift
- Tunabergs församling
- Turinge-Taxinge församling
- Tutaryds församling
- Tuve-Säve församling
- Tveta församling
- Två systrars församling
- Tvååkers församling
- Tynderö församling
- Tynnereds församling
- Tyresö församling
- Tyringe församling
- Tyska Christinae församling
- Tyska S:ta Gertruds församling
- Tysslinge församling
- Tystbergabygdens församling
- Tånnö församling
- Tåsjö församling
- Täby församling
- Tännäs-Ljusnedals församling
- Tärna församling, Luleå stift
- Tärna församling, Västerås stift
- Tävelsås församling
- Töcksmarks församling
- Töllsjö församling
- Tölö församling
- Töreboda församling
- Törnsfalls församling

## U
- Uddevalla församling
- Ukna församling
- Ullareds församling
- Ullervads församling
- Ullångers församling
- Ulricehamns församling
- Ulrika församling
- Umeå landsförsamling
- Umeå Maria församling
- Umeå stadsförsamling
- Undenäs församling
- Undersåkers församling
- Unnaryds församling
- Upphärads församling
- Uppsala domkyrkoförsamling
- Uppsala-Näs församling
- Uppåkra församling
- Urshults församling

## V
- Vadstena församling
- Vaksala församling
- Valbo församling
- Valdemarsviks församling
- Vall, Hogrän och Atlingbo församling
- Valla församling
- Vallda församling
- Valle församling (2018-01-01 bildas genom sammanslagning av Eggby-Öglunda församling, Varnhem församling och Axvalls församling)
- Vallentuna församling
- Valsta församling
- Valstads församling
- Vankiva församling
- Vantörs församling
- Varabygdens församling (2018-01-01 bildas genom sammanslagning av Vara  församling, Levene församling, Ryda församling, Vedum församling, Larv församling och Kvänum församling)
- Varbergs församling
- Varvs församling
- Vassunda församling
- Vaxholms församling
- Veberöds församling
- Veckholms församling
- Veddige-Kungsäters församling
- Vederslöv församling
- Veinge-Tjärby församling
- Vellinge-Månstorps församling
- Vena församling
- Vendel-Tegelsmora församling
- Verums församling
- Vessige församling
- Vetlanda församling
- Viby församling, Strängnäs stift
- Vibyggerå församling
- Vifolka församling (2018-01-01 bildas genom sammanslagning av Veta församling, Viby församling och Västra Hargs församling)
- Vika-Hosjö församling
- Vikens församling
- Vikingstads församling
- Viksjö församling
- Viksta församling
- Viksängs församling
- Vilhelmina församling
- Villberga församling
- Villie församling
- Villstads församling
- Vimmerby församling
- Vinberg-Ljungby församling
- Vindelns församling
- Vinslövs församling
- Virestad-Härlunda församling (2018-01-01 bildas genom sammanslagning av Härlunda församling och Virestads församling)
- Virserums församling
- Visby domkyrkoförsamling
- Visingsö församling
- Vislanda församling
- Visnums församling
- Visnums-Kils församling
- Vissefjärda församling
- Vists församling
- Vitsands församling
- Vittangi församling
- Vittaryds församling
- Vittinge församling
- Vittsjö församling
- Vollsjö församling
- Voxtorps församling
- Vreta klosters församling
- Vrigstad-Hylletofta församling
- Vrå församling
- Vårdinge församling
- Vårdnäs församling
- Vårfruberga-Härads församling
- Våthults församling
- Väckelsångs församling
- Väddö och Björkö-Arholma församling (2018-01-01 Byter namn till Väddö församling)
- Väderstads församling
- Välinge-Kattarps församling
- Vällingby församling
- Vänersborg och Väne-Ryrs församling
- Vänersnäs församling
- Vänge församling
- Vännäs församling
- Värby församling
- Värings församling
- Värmdö församling
- Värmskogs församling
- Värnamo församling
- Värsås-Varola-Vretens församling
- Värö-Stråvalla församling
- Väsby församling
- Väse-Fågelviks församling
- Vä-Skepparslövs församling
- Väskinde församling
- Västanfors-Västervåla församling
- Västbo S:t Sigfrids församling
- Västerfärnebo-Fläckebo församling
- Västerhaninge-Muskö församling
- Västerlanda församling
- Västerleds församling
- Västerlövsta församling
- Västermalms församling
- Västerstrands församling
- Västerviks församling
- Västeråkers församling
- Västerås Badelunda församling
- Västerås domkyrkoförsamling
- Västerås Lundby församling
- Västerås-Barkarö församling
- Västlands församling
- Västra Eds församling
- Västra Eneby församling
- Västra Frölunda församling
- Västra Fågelviks församling
- Västra Karaby och Dagstorps församling
- Västra Karup-Hovs församling
- Västra Marks församling
- Västra Ny församling
- Västra och Östra Vrams församling
- Västra Rekarne församling
- Västra Ryds församling
- Västra Storsjöbygdens församling
- Västra Torsås församling
- Västra Torups församling
- Västra Tunhems församling
- Västra Vikbolandets församling
- Västra Vingåkers församling
- Västra Ämterviks församling
- Väte församling
- Växjö stads- och domkyrkoförsamling

## Y
- Yllestads församling
- Ystads församling
- Ytterhogdal, Överhogdal och Ängersjö församling
- Ytterjärna församling
- Ytterlännäs församling

## Å
- Åby församling
- Ådals-Lidens församling
- Åhus församling
- Åkerbo församling
- Åker-Länna församling
- Åls församling
- Ålems församling
- Ålidhems församling
- Åmåls församling
- Åre församling
- Årsunda-Österfärnebo församling
- Åryds församling
- Ås församling
- Åsaka-Björke församling
- Åsarne församling
- Åsarps församling
- Åseda församling
- Åsele-Fredrika församling
- Åsenhöga församling
- Åslebygdens församling
- Åsundens församling
- Åtvids församling

## Ä
- Älekulla församling
- Älghults församling
- Älgå församling
- Älmeboda församling
- Älmhults församling
- Älvdalens församling
- Älvkarleby-Skutskärs församling
- Älvsborgs församling
- Älvsby församling
- Älvsereds församling
- Älvsåkers församling
- Ängelholms församling
- Ärentuna församling
- Ärtemarks församling
- Äsphults församling

## Ö
- Öckerö församling
- Ödenäs församling
- Ödeshögs församling
- Ödsmåls församling
- Öjaby församling
- Ölme församling
- Ölmevalla församling
- Önsta församling
- Örs församling
- Örby-Skene församling
- Örebro Nikolai församling
- Örebro Olaus Petri församling
- Öregrund-Gräsö församling
- Örgryte församling
- Örkelljunga församling
- Örkeneds församling
- Örnsköldsviks församling
- Örsjö församling
- Örslösa församling
- Ösmo-Torö församling
- Össeby församling
- Östads församling
- Östergarns församling
- Österhaninge församling
- Östersunds församling
- Östertälje församling
- Östervallskogs församling
- Östervåla församling
- Österåkers församling
- Österåker-Östra Ryds församling
- Östmarks församling
- Östra Gäsene församling
- Östra Husby församling
- Östra Ljungby församling
- Östra Onsjö församling
- Östra Ryds församling
- Östra Tollstads församling
- Östra Ämterviks församling
- Östuna församling
- Övergrans församling
- Överjärna församling
- Överkalix församling
- Överluleå församling
- Överlännäs församling
- Övertorneå församling
- Överums församling
- Övre Älvdals församling
- Öxabäcks församling
- Öxnevalla församling